# NGC 5268
NGC 5268 is een ster in het sterrenbeeld Maagd. De ster werd op 17 januari 1855 ontdekt door de Ierse astronoom Edward Joshua Cooper.